# Rengersdorf (Oberlausitz)

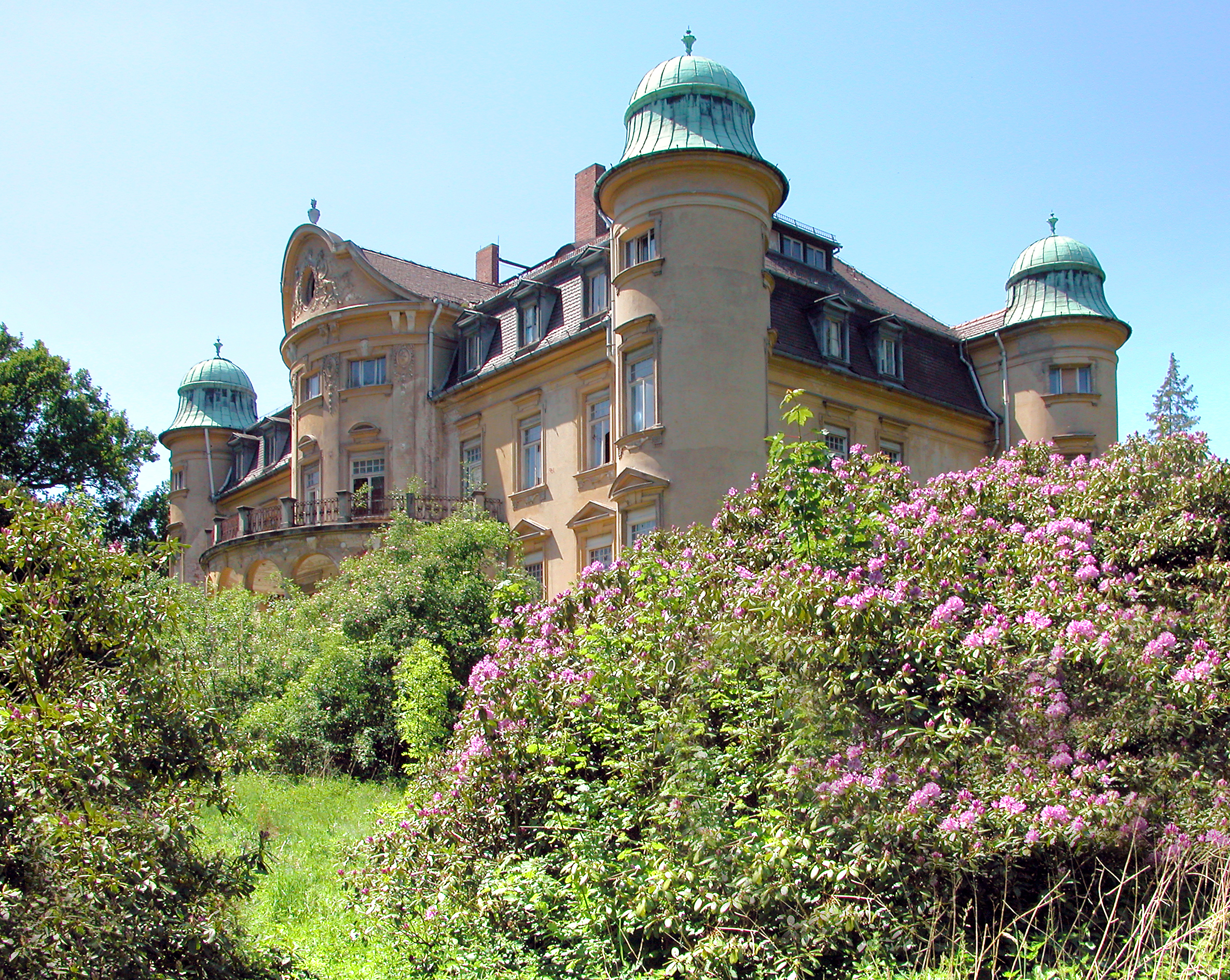
Neues Schloss Ober Rengersdorf

Rengersdorf, bestehend aus den beiden Teilorten Ober-Rengersdorf und Nieder-Rengersdorf, ist ein Ort in der ostsächsischen Gemeinde Kodersdorf im Landkreis Görlitz.

## Geographie
Rengersdorf dehnt sich etwa 2,5 Kilometer entlang des Weißen Schöps aus. Von West nach Ost wird der Ort von der Bundesautobahn 4 durchzogen, in Nord-Süd-Richtung kreuzt die Bundesstraße 115. Über die Autobahnanschlussstelle Kodersdorf sind beide Straßen miteinander verbunden.
Obwohl die beiden Teilorte ineinander übergehen und nicht mehr offensichtlich voneinander getrennt werden können, liegt der größere Teil Oberrengersdorfs südlich der Autobahn, während der größere Teil Niederrengersdorfs nördlich der Autobahn liegt. Nach Norden geht Niederrengersdorf nahtlos in Kodersdorf über, im Süden grenzt das frühere Gut Oberrengersdorf an Torga.
Weitere Nachbarorte sind Wiesa im Nordwesten, Emmerichswalde und Charlottenhof im Osten, Kunnersdorf im Südosten und Liebstein im Süden. Westsüdwestlich von Rengersdorf erheben sich die Königshainer Berge.

## Geschichte
Mehrere Funde in den Gemarkungen Rengersdorfs belegen eine urgeschichtliche Besiedlung. Im Niederdorf wurden eine jungsteinzeitliche Axt sowie ein Lappenbeil aus der mittleren Bronzezeit gefunden. Südwestlich des Oberdorfes wurden mehrere Brandbestattungen geborgen, die in die jüngere Bronzezeit datiert werden.

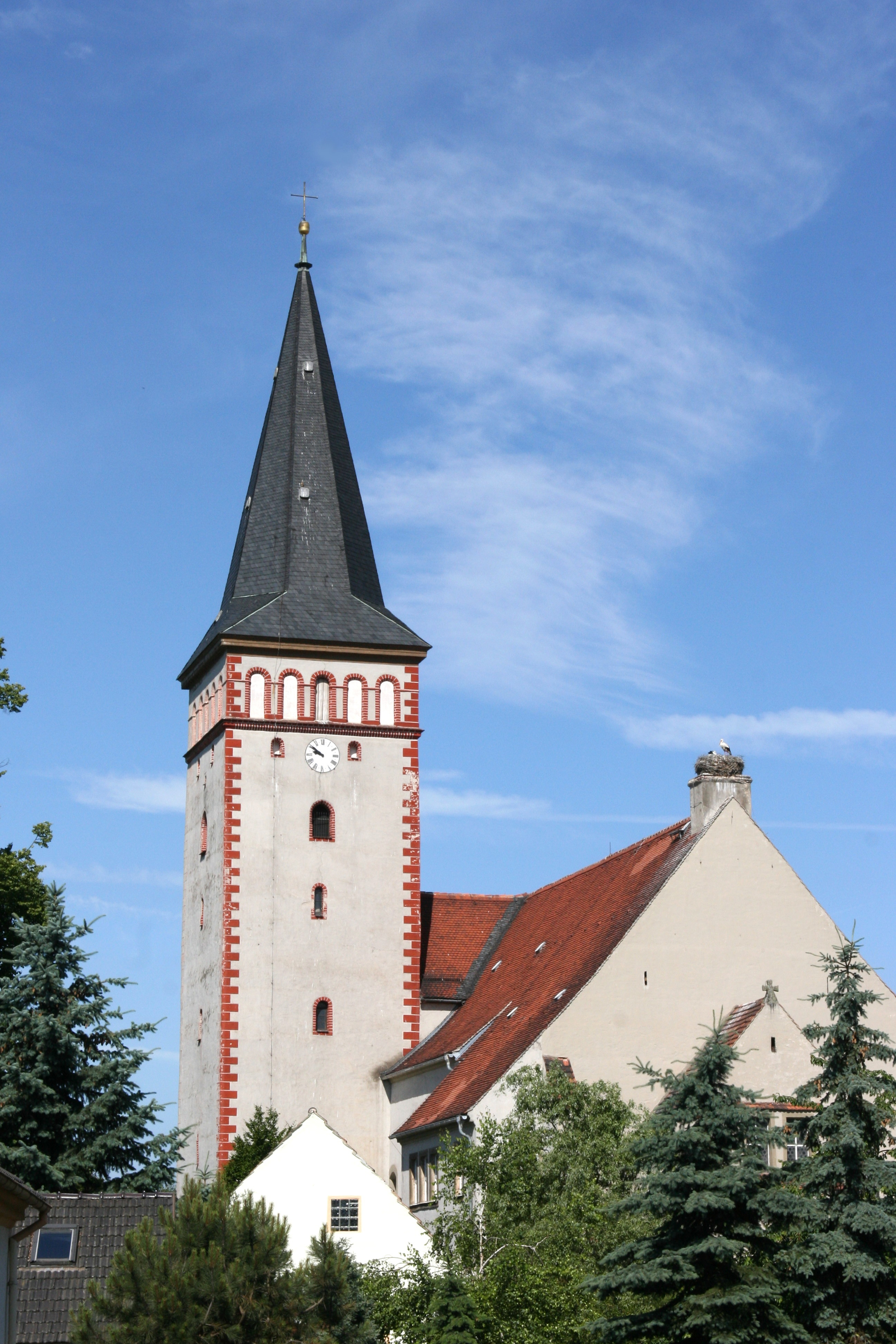
Rengersdorfer Kirche

Rengersdorf ist angelegt als Waldhufendorf, was auf eine deutsche Ortsgründung entlang des Schöpstals im Zuge der zweiten Phase der deutschen Ostsiedlung hinweist. Urkundlich erstmals erwähnt wurde der Ort um 1305 in einem Görlitzer Stadtbuch. Ebenfalls aus dieser Zeit stammt die Rengersdorfer Kirche, in die Kodersdorf, Särichen und Wiesa eingepfarrt wurden.

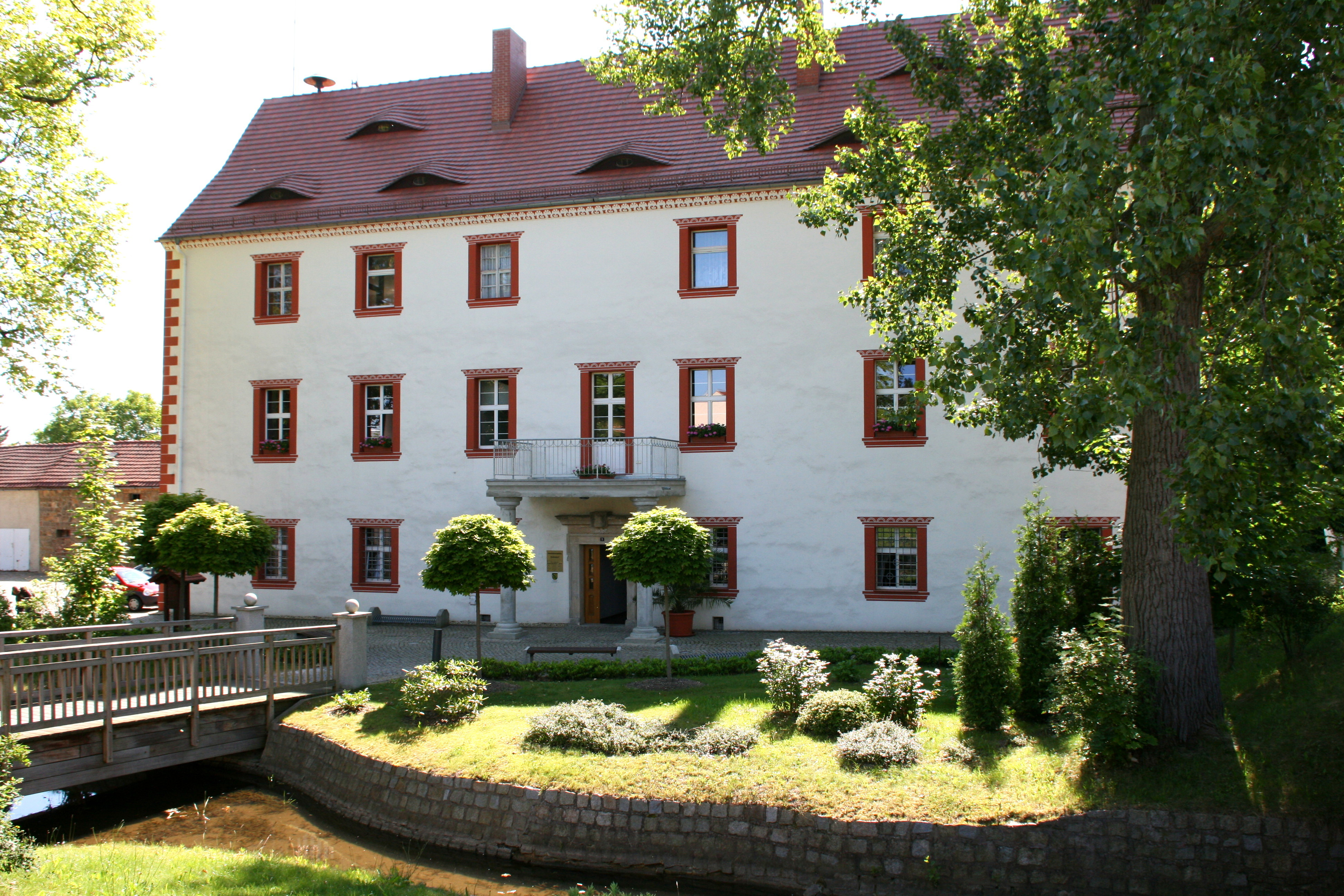
Ehemaliges Gutshaus Niederrengersdorf, heute Sitz der Gemeindeverwaltung von Kodersdorf

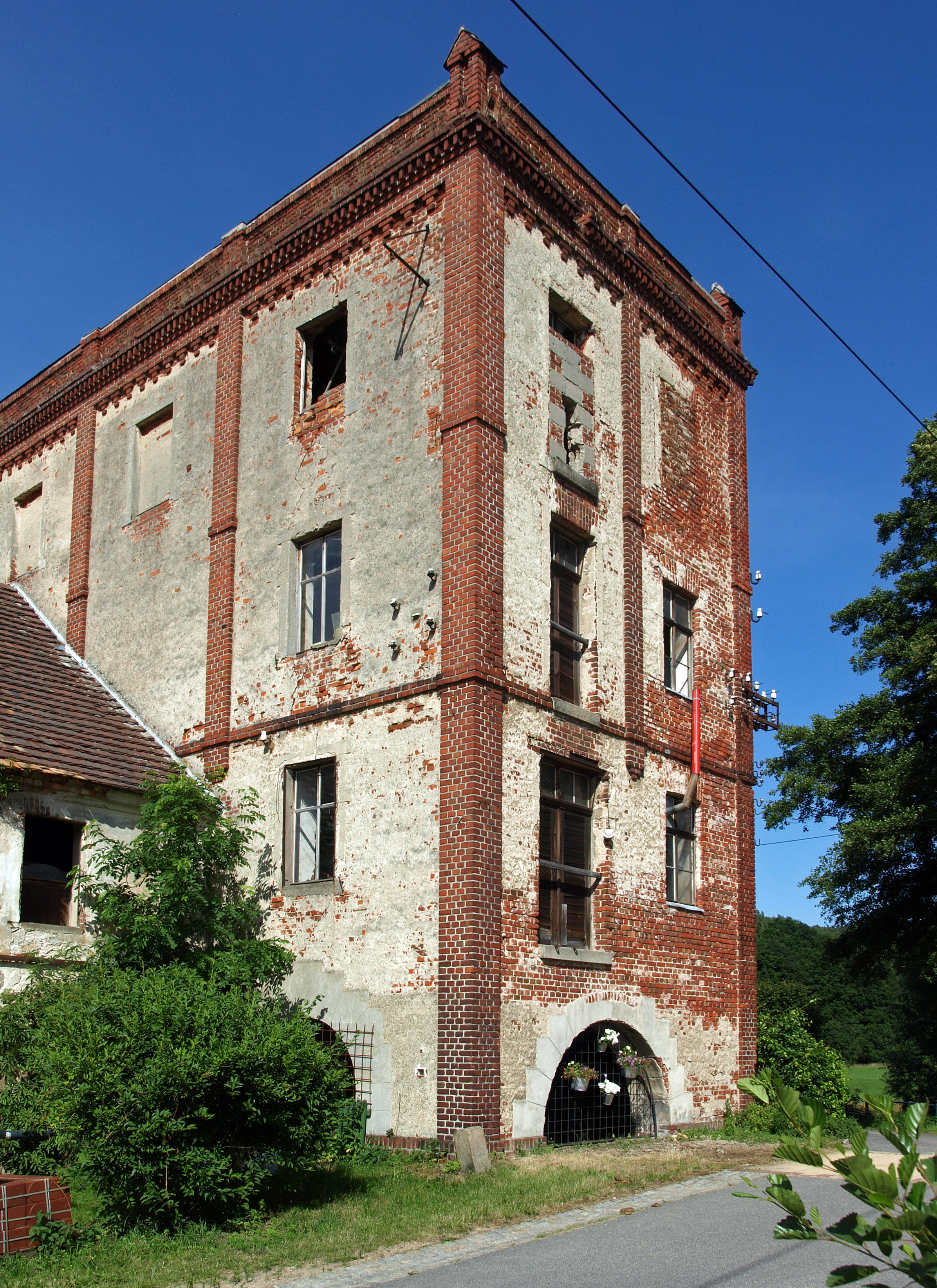
Ehemalige Gutsmühle Oberrengersdorf

Vom Niederrengersdorfer Rittergut wurde 1517 ein Vorwerk angelegt, das bereits 1539 über eigene Untertanen verfügte und 1592 als Rittergut Oberrengersdorf belegt ist. Die damit einsetzende Ortsteilung sollte bis zur Eingemeindung beider Orte bestehen bleiben.
Der Müllermeister Johann Richter kaufte 1770 für 62000 Taler das Gut Niederrengersdorf als Beauftragter von 56 Bauern, Gärtnern und Häuslern. Die Dorfbevölkerung bewirtschaftete das Gut mit seinen Ländereien gemeinsam und teilte es erst 1842 auf.
Als Folge der Befreiungskriege musste das Königreich Sachsen 1815 nach dem Wiener Kongress einen Großteil seiner Landesfläche abtreten. Dadurch kamen Ober- und Niederrengersdorf an die preußische Provinz Schlesien. Die beiden Gemeinden wurden 1816 dem neu gegründeten Landkreis Rothenburg (Ob. Laus.) eingegliedert.
Seit 1929 wurde etwa dreißig Jahre lang südwestlich von Oberrengersdorf ein Kaolinwerk betrieben.
Das Gut Oberrengersdorf, das sich bis Anfang des 20. Jahrhunderts zu einem landwirtschaftlichen Großbetrieb entwickelt hatte, wurde in den frühen dreißiger Jahren in mehrere landwirtschaftliche Güter aufgeteilt.
1938 wurden die Gemeinden Nieder-Rengersdorf und Ober-Rengersdorf gemeinsam mit Torga nach Kodersdorf eingemeindet.
Wie in Thiemendorf, wurde auch in Rengersdorf in den dreißiger Jahren eine Autobahnbrücke gebaut, die für den Abschnitt der Reichsautobahn (heutige A 4) zwischen Bautzen und Niederschlesien vorgesehen war. Durch den Zweiten Weltkrieg kam es nicht mehr zum Bau der Autobahn und auch in der DDR wurde das Teilstück Bautzen–Görlitz nicht gebaut, so dass die Brücke sechs Jahrzehnte lang ungenutzt in der Landschaft stand.
1945, nach Kriegsende wurde die Gemeinde Kodersdorf mit ihren Ortsteilen wieder sächsisch und 1952 dem Kreis Niesky zugeordnet. Bereits 1952 wurde die erste Landwirtschaftliche Produktionsgenossenschaft (LPG) gegründet, der bis 1960 sechs weitere folgten. Diese wurden mit anderen Genossenschaften bis 1973 zur LPG Kodersdorf-Horka zusammengeschlossen.
1979 wurde nahe der ehemaligen Grenze zwischen Kodersdorf und Niederrengersdorf eine Schule erbaut, die heute als Oberschule nach Adolf Traugott von Gersdorff benannt ist. Im Schloss Oberrengersdorf verblieben bis 1993 die Klassen 1–3 und ein Kindergarten.

### Bevölkerungsentwicklung
| Jahr | Einwohner         | Einwohner           | Einwohner            |
| ---- | ----------------- | ------------------- | -------------------- |
| Jahr | Ober- rengersdorf | Nieder- rengersdorf | Rengersdorf (gesamt) |
| 1825 | 364               | 404                 | 0768                 |
| 1871 | 352               | 666                 | 1018                 |
| 1885 | 357               | 686                 | 1043                 |
| 1905 | 390               | 641                 | 1031                 |
| 1925 | 342               | 610                 | 0952                 |

Im Jahr 1777 wirtschafteten in Oberrengersdorf und dem benachbarten Torga 9 besessene Mann, 28 Gärtner und 24 Häusler, während in Niederrengersdorf mit 9 besessenen Mann, 25 Gärtnern und 23 Häuslern die Bevölkerung nahezu gleich groß und ebenso strukturiert war.
Bei der ersten Einwohnerzählung im Jahr 1825, bei der jeder Einwohner gleichwertig gezählt wurde, wurden für Oberrengersdorf 364 und für Niederrengersdorf 404 Einwohner ermittelt. Während im Oberdorf die Einwohnerzahl im nächsten halben Jahrhundert leicht rückläufig war, stieg sie im Niederdorf um mehr als die Hälfte an. Dem leichten Anstieg in beiden Gemeinden bis 1885 folgte bis 1905 ein verstärkter Anstieg in Oberrengersdorf auf 390 Einwohner, während die Einwohnerzahl in Niederrengersdorf leicht fiel. Bis zur Zwischenkriegszeit war in beiden Gemeinden ein weiterer Rückgang zu verzeichnen, so dass Oberrengersdorf 1925 nur noch 342 Einwohner hatte (−6 % im Vergleich zu 1825), und für Niederrengersdorf nur noch 610 Einwohner verzeichnet wurden (+50,1 %). Insgesamt stieg die Einwohnerzahl von 1825 bis 1885 von 768 auf 1043, fiel dann bis 1925 jedoch wieder auf 952 zurück.

### Ortsname
Die ältesten urkundlichen Überlieferungen des Ortsnamens finden sich in Görlitzer Stadtbüchern. Um 1305 wurde dort Rengeresdorph, um 1343 Renkertsdorf und 1375 Rengirstorf erwähnt. Bereits um 1400 liegt mit der Erwähnung eines Urban von Rengirsdorf eine urkundliche Nennung vor, die sich vom heutigen Namen nur noch durch einen Vokal unterscheidet. Dieser Vokalwechsel vollzog sich rasch, so dass 1427 Rengersdorff und 1561 Renngerßdorff urkundlich verwendet wurden.
Die Unterscheidung zwischen Ober- und Niederdorf tritt erst in jüngerer Zeit urkundlich auf. Aus dem Jahr 1592 ist Oberrengerßdorff und 1708 Nieder Rengersdorff übermittelt. 1792 ist mit der Nennung von Nieder-Rengersdorf und Ober-Rengersdorf die Namensentwicklung im Wesentlichen abgeschlossen. Die Art der Schreibweise mit Präfix wechselte noch mehrfach (Niederrengersdorf, Nieder-Rengersdorf, Nieder Rengersdorf, selbiges für Oberrengersdorf).
Der Ortsname sowie die Siedlungsform als Waldhufendorf lassen den Schluss zu, dass es sich um die Siedlung eines Reinger handelt, der vermutlich der Lokator der deutschen Siedler war.

## Persönlichkeiten
Der Philologe Samuel Friedrich Bucher (1692–1765) wurde in Rengersdorf als Sohn des Pfarrers Christoph Friedrich Bucher (1651–1716) geboren. Er starb als Konrektor in Zittau.
Der auf dem Gut Niederrengersdorf geborene Adolf Traugott von Gersdorff (1744–1807) war 1779 Mitbegründer der Oberlausitzischen Gesellschaft der Wissenschaften. Das physikalische Kabinett des Naturforschers ist heute Teil des Kulturhistorischen Museums in Görlitz.